# 사랑의 씨앗
사랑의 씨앗(愛の種 아이노타네[*])는 1997년 11월 3일에 발매된 모닝구무스메의 인디즈 데뷔 싱글이다.

## 개요
- 《ASAYAN》 내의 '5일 동안 5만장 (직접) 판매 달성 메이저 데뷔' 기획의 과제가 된 곡이며, 모닝구무스메를 위해 만들어진 곡으로써는 유일하게 층쿠♂가 작사, 작곡에 참여하지 않은 곡이다. 《ASAYAN》의 전작 《아사쿠사바시 영 양품점》이었던 시절, 초대 오프닝 테마 "그대에게 마뇨마뇨"(君にマニョマニョ)의 인연으로 사에키 겐조가 프로듀서로서 기용되었다.

- 발매 전에 예약했을 경우, 특전으로 파파라치 사진과 멤버 전원의 친필 사인이 담긴 엽서가 첨부되었다.[1]

- 이 CD는 5만장을 모두 판매한 후, 《ASAYAN》 공식 홈페이지에서 구입이 가능하였다. (현재는 구입 불가능)[2]

- 2007년에 발매된 모닝구무스메 탄생 10년 기념대의 싱글 "우리가 살아가는 MY ASIA"의 뮤직 비디오는 멤버들이 씨앗을 나눠갖는 장면부터 시작되는데, 아베 나츠미의 메이킹 영상 인터뷰에 의하면 씨앗의 의미는 이 곡을 가리키며, 모닝구무스메가 이 곡으로부터 시작한 것을 알리는 의미이다.

- 2017년, 모닝구무스메 결성 20주년 날, 초기 멤버 5명(나카자와 유코, 이시구로 아야, 이이다 카오리, 아베 나츠미, 후쿠다 아스카)이 재결성해, 현 멤버와 콜라보했고 "사랑의 씨앗 (20th Anniversary Ver.)"이 모닝구무스메 20th 명의로서 오리지널의 발매일와 같은 11월 3일부터 착신 한정으로 발매되었다.[3]

## 수록곡
1. 愛の種
작사 : 사에키 겐조 / 작곡, 편곡 : 사쿠라이 데쓰타로

## 참여 뮤지션
- 요코제니 유지 - 드럼
- 로쿠카와 마사히코 - 베이스 기타
- 쓰치야 기요시 - 기타
- 고노 신 - 피아노, 키보드
- 사쿠라이 데쓰타로 - 코러스

## 차트
- 주간최고순위 6위 (오리콘 차트)